# Ignace Abdo Khalifé
Ignace Abdo Khalifé SJ (* 10. Mai 1914 in Wady Chahrour, Libanon; † 7. Juli 1998) war der erste maronitische Bischof von Sydney in Australien.

## Leben
Khalifé trat der Ordensgemeinschaft der Jesuiten bei und empfing am 24. August 1943 die Priesterweihe.
Am 20. März 1970 wurde er zum Weihbischof und Patriarchalvikar in Antiochien sowie zum Titularerzbischof pro hac vice von Apamea in Syria dei Maroniti ernannt. Der Maronitische Patriarch von Antiochien, Pierre-Paul Kardinal Méouchi, spendete ihm am 5. April 1970 die Bischofsweihe; als Mitkonsekratoren assistierten Nasrallah Boutros Sfeir, Weihbischof in Antiochien, und Joseph Salamé, Apostolischer Administrator von Latakia in Syrien. Am 25. Juni 1973 wurde Ignace Abdo Khalifé zum Erzbischof pro hac vice der mit gleichem Datum errichteten Eparchie des Hl. Maron von Sydney ernannt.
Am 23. November 1990 nahm Papst Johannes Paul II. seinen altersbedingten Rücktritt an.
Er war Mitkonsekrator bei Joseph Merhi CML zum Bischof von Kairo.

## Publikationen
Khalifé veröffentlichte mehrere Artikel und Beiträge, darüber hinaus verfasste er Beiträge für das Sammelwerk der  Université Saint-Joseph.